# Robert Meier
Robert Meier (10 de março de 1897 – 29 de janeiro de 2007) foi um centenário alemão, que aos 109 anos, era o homem vivo mais velho da Alemanha e um dos últimos veteranos da Primeira Guerra Mundial da Alemanha. Meier tornou-se o homem mais velho da Alemanha em 2 de março de 2005, após a morte de Hermann Dörnemann, de 111 anos. Meier morava em Witten, Renânia do Norte-Vestfália.
Ele era uma raridade em ser um sobrevivente da infantaria, tendo visto o combate na França na frente ocidental. Meier também pode ter sido a última pessoa a conhecer Kaiser Wilhelm II pessoalmente (ou seja, como o Kaiser: ele abdicou em 1918). Ele também era um veterano da Segunda Guerra Mundial, passando algum tempo como prisioneiro de guerra no Cáucaso.
Em outubro de 2006, Robert Meier conheceu Henry Allingham, o veterano britânico mais velho da Primeira Guerra Mundial, em sua cidade natal. O veterano mais velho da França, Maurice Floquet, cumprimentou, mas não podia comparecer, porque ele era muito frágil para viajar. Floquet posteriormente morreu na véspera do Dia do Armistício em 10 de novembro de 2006.
Robert Meier nasceu em Sergejewka, Ucrânia, no Império Russo, filho de pais alemães. Ele foi membro do Partido Social Democrata da Alemanha por 70 anos e trabalhou como trabalhador ferroviário. Sua esposa, Ella, morreu em 1967. Eles tiveram um filho e uma filha.
Robert Meier tinha um bom senso de humor; em 2006, ele deixou a imprensa local tirar a foto enquanto ele usava um capacete com a Primeira Guerra Mundial e uma camiseta com o slogan "109 - na und?" ("109 - então, o quê?") sobre ele. Ele estava em boa saúde mantendo sua própria casa até o final de 2006 e hospitalizado apenas algumas semanas antes da morte: ele teve uma queda ruim antes do dia de Natal e morreu cerca de cinco semanas depois, apenas um dia antes de ele ter programado uma operação de úlcera.